# رايت سيكلون
كان رايت سيكلون هو الاسم الذي أُعطى للمحركات الشعاعية المبردة بالهواء، التي أنتجتها مؤسسة رايت للطيران واستُخدمت في العديد من الطائرات الأمريكية في ثلاثينيات وأربعينيات القرن العشرين.

## التاريخ
تكونت مؤسسة رايت للطيران في عام 1919 لتصنيع محركات هيسبانو سويزا 8 في البداية، بموجب ترخيص، وكان تصميم المحرك الأول للمؤسسة المسمى أر-1 هو أول محرك شعاعي مرتفع القدرة ناجح في الولايات المتحدة.
بدأت شركة رايت العمل على تصميم محرك جديد يُبرد بالهواء (سُمي مبدأياً بي 2) في عام 1924، مدعومة بتمويل من الأسطول الأمريكي. تأثرت عملية تصنيع وتطوير المحرك برحيل رئيس الشركة فريدريك بي رينتشلر والعديد من المهندسين الأساسيين لتأسيس شركة برات آند ويتني للطائرات، ولذلك لم يدخل محرك بي 2 إلى مرحلة الإنتاج.

## طرازات سيكلون المختلفة

### أر-1300 سيكلون 7

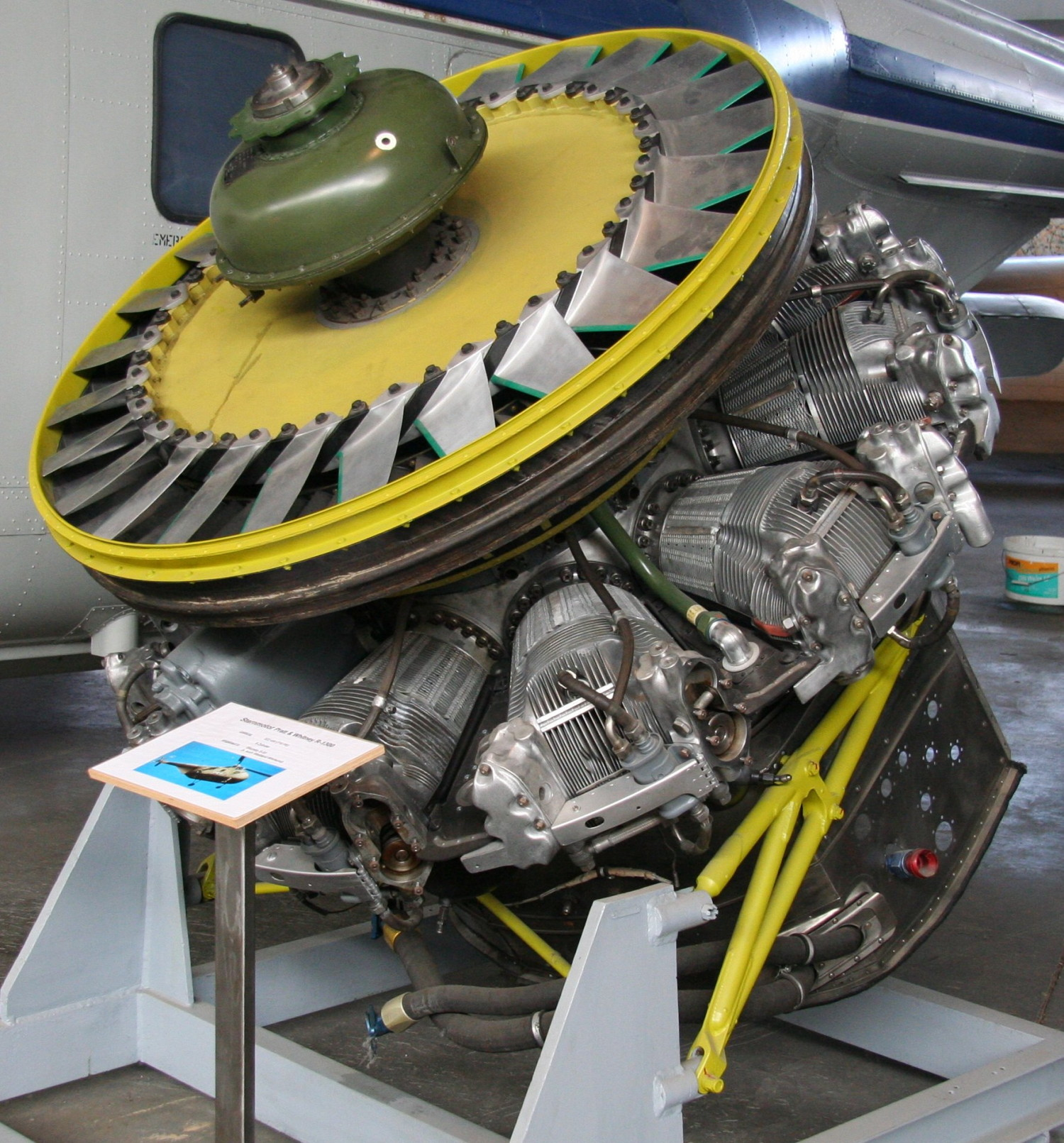
أر-1300 سيكلون 7

تكون المحرك من 7 أسطوانات، وبلغت قدرته 800 حصاناً.

### أر-1750 سيكلون 9
ظهر هذا التصميم الجديد في 1926، وعُرف باسم أر-1750 سيكلون. كان محركاً شعاعياً مكون من 9 أسطوانات، و بسعة مقدارها 1750 بوصة مكعبة وصمامات عادم مُبردة داخلياً. بلغت قدرة المحرك في الاختبارات 500 حصاناً في عام 1927.

### أر-1820 سيكلون 9

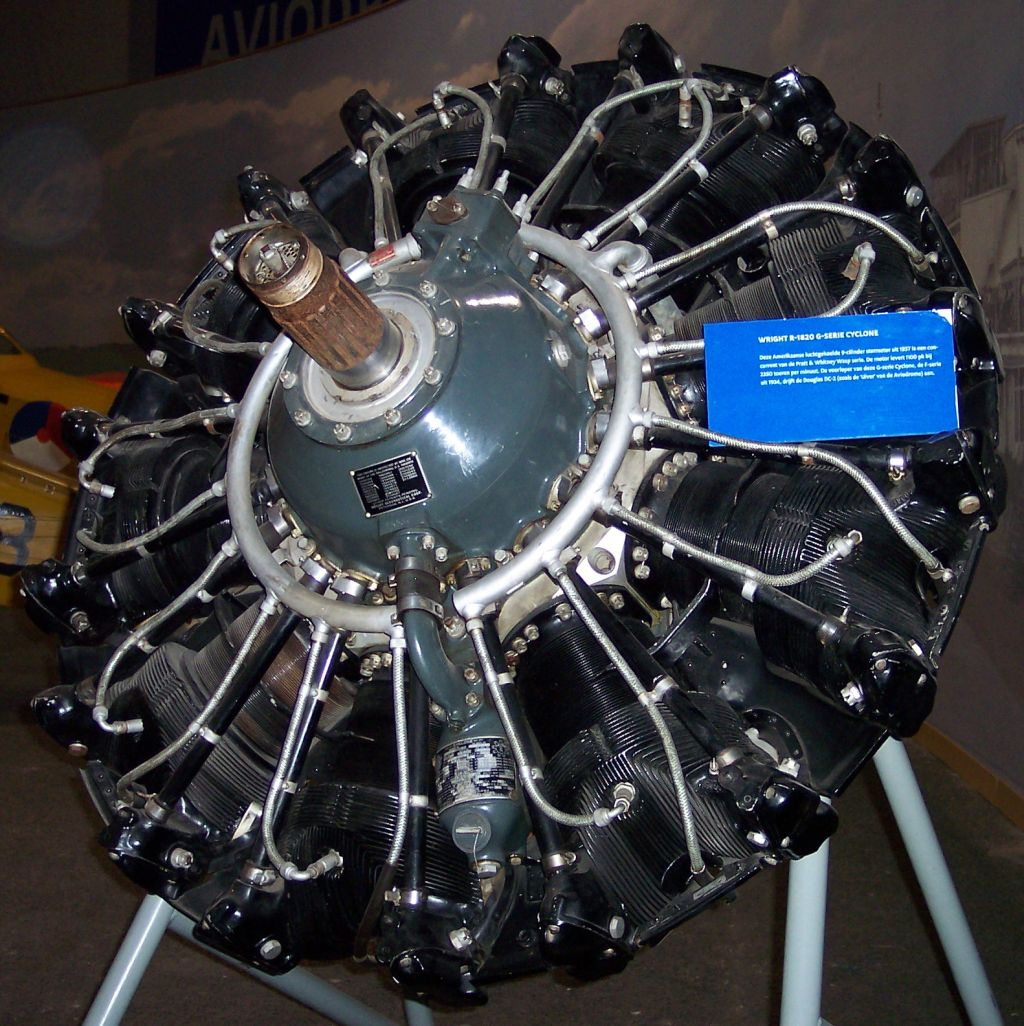
رايت آر-1820 سيكلون

طُور محرك أر-1750 في عام 1932، لتزداد سعته إلى 1823 بوصة مكعبة. كان هذا الطراز إف من فئة سيكلون، وسُميَ أر-1820. استخدم هذا المحرك علبة مرافق مصنوعة من الألومنيوم، وطُور خلال ثلاثينيات القرن العشرين حتى وصلت قدرته إلى 840 حصاناً.
استخدم المحرك شاحن توربيني فائق طراز جينرال إليكتريك، وتوصلت رايت إلى أن ميزة استخدام هذا الشاحن أدت لتقليل قدرة المحرك. طورت رايت شاحن توربيني فائق خاص بها في مرحلة التطوير التالية، ليُستخدم في محركات الفئة جي  في عام 1937.
طُورت الفئة جي لتُعطي قدرة مقدارها 1200 حصاناً عند 2500 دورة/دقيقة، وشكلت هذه الفئة الجزء الأكبر من إنتاج محركات أر-1820 سيكلون خلال الحرب العالمية الثانية. استُخددم هذا الطراز في طائرة بوينج بي-17 فلاينج فورترس.
كانت الفئة إتش من محرك أر-1820 سيكلون أحاي الصف، هي نتاج مرحلة التطوير النهائية، وبلغت قدرتها 1350 حصاناً. أُنتجت نسخة من هذا الطراز بموجب ترخيص، تحت مسمى شفيتسوف إم-25.

### أر-2600 سيكلون 14 (توين سيكلون)

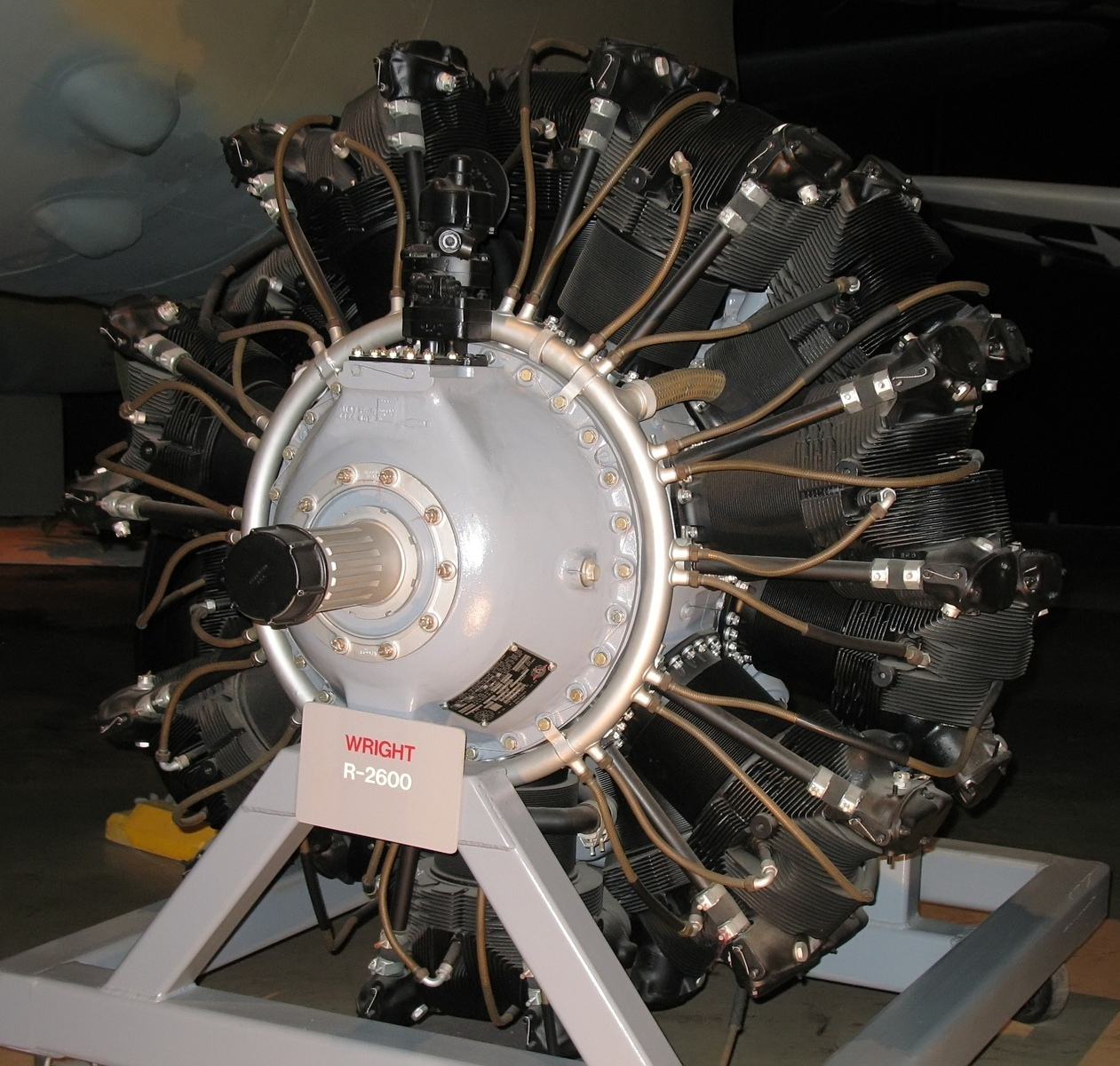
أر-2600 توين سيكلون

اتجهت رايت لتصنيع محرك شعاعي مكون من 14 أسطوانة مُرتبة في صفين بالتساوي، وسُميَ هذا المحرك سيكلون 14 أر-2600. استُخدم هذا المحرك في طائرات بوينج 314 و جرومان تي بي إف أفنجر و نورث أمريكان بي-25 ميتشل، وبعض طرازات دوجلاس ايه-20 هافوك.

### أر-3350 سيكلون 18 (دوبلكس سيكلون)

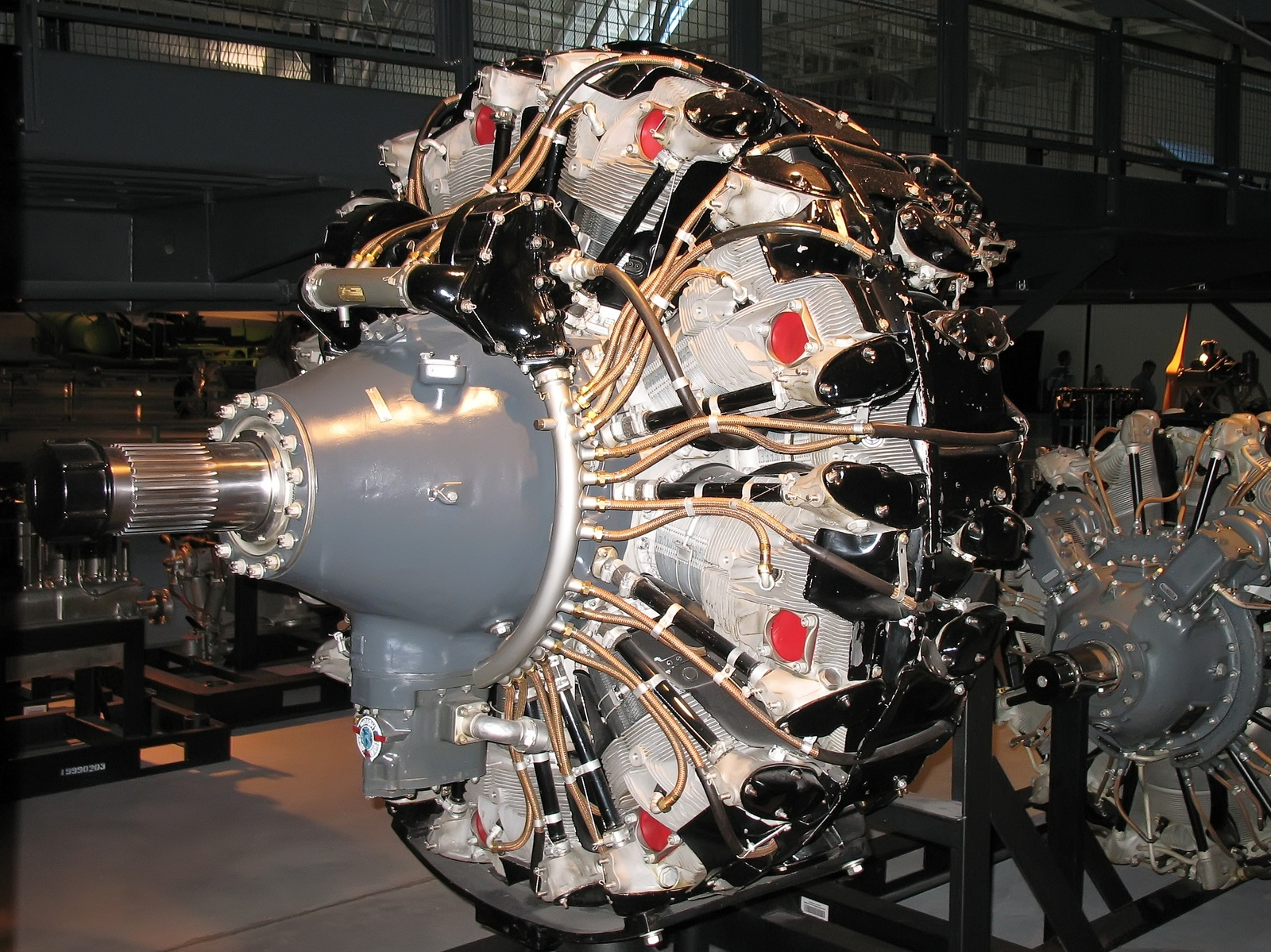
أر-3350 دوبلكس سيكلون

نتج عن مرحلة التطوير قبل الأخيرة لمحركات سيكلون، محرك أر-3350 المكون من 18أسطوانة، وأُطلق عليه دوبلكس سيكلون أو سيكلون 18.
استُخدم المحرك في تطبيقات كثيرة، من بينها طائرات بوينج بي-29 سوبرفورترس و دوجلاس ايه-1 سكاي ريدر، و لوكهيد بي-2 نبتون و لوكهيد سي-121 كونستيليشن.
استمر استخدام المحرك في التطبيقات التجارية حتى عام 1975.

### أر-4090 سيكلون 22
أُعِدَ محرك شعاعي تجريبي مكون من 22 أسطوانة، ليُنافس محركات برات آند ويتني الشعاعية الكبيرة. صُنعت ثلاثة نماذج فقط منه، ثم توقفت عملية التصنيع للسماح باستخدام المصادر المتاحة لبرنامج تطوير محرك أر-3350.